# Supercopa de la CAF 2003
La Supercopa de la CAF 2003  fue la 11.ª edición de la Supercopa de la CAF, que enfrentó al Zamalek de Egipto, campeón de la Liga de Campeones de la CAF 2002, y el Wydad Casablanca de Marruecos, campeón de la Recopa Africana 2002.
El encuentro se disputó en el Estadio Internacional de El Cairo, en Egipto.

## Equipos participantes
En negrita ediciones donde el equipo salió ganador.
| Equipo           | Vía de clasificación                           | Participaciones previas |
| ---------------- | ---------------------------------------------- | ----------------------- |
| Zamalek          | Campeón de la Liga de Campeones de la CAF 2002 | 3 (1994, 1997, 2001)    |
| Wydad Casablanca | Campeón de la Recopa Africana 2002             | 1 (1993)                |

## Ficha del partido
| 7 de febrero | Zamalek                              | 3:1 (1:0) | Wydad Casablanca | Estadio Internacional, El Cairo |                           |
|              | Abdel Wahed 28' · Emam 61' · Ali 65' |           | Dah Zadi 78'     | Árbitro(s): Hichem Guirat       | Árbitro(s): Hichem Guirat |

|                             |
| Bandera de Egipto           |
| Campeón Zamalek 3.er título |